# Stříbro na hladině
Stříbro na hladině (1948) je dobrodružný román ze života severoamerických Indiánů od české spisovatelky Marie Novákové.

## Obsah románu
Hlavní hrdinkou románu je dívka Maya (což znamená Stříbrná Květina), dcera náčelníka Medvědích Indiánů Šedého Orla. Když se narodila, postihla její kmen v táboře u Severní řeky velká povodeň a následně obrovský hlad. Kouzelník kmene, který se marnými oběťmi snažil usmířit rozhněvaného Ducha Velkých vod, prohlásil, že pohroma stihla kmen proto, že se náčelníkovi místo syna narodila dcera, a že Velký Duch vyžaduje její oběťování. Když se to Mayina matka dozvěděla, vrhla se sama do rozvodněné řeky a voda do druhého dne skutečně opadla.
Maya vyrůstá v táboře osamoceně. Všichni jsou přesvědčení, že přináší smůlu a raději si jí nevšímají. Jednoho dne se kmen dozví, že lid od Černých skal mu chce vzít koně, pastviny, stany i nářadí, pobít muže a ženy odvést do zajetí. Mnozí z kmene to přičítají tomu, že se Velký Duch doposud neusmířil, za což podle jejich mínění může Maya. Ta se proto rozhodne, že bude také bojovat a cvičí se ve střelbě z luku a v hodu oštěpem.
Dojde k boji, ve kterém jsou lidé od Černých skal odraženi, Maya však společně s kouzelníkovým synem Zpívajícím Lukem upadne do zajetí. Pomůže oběma uprchnout a Zpívající Luk se stane jejím přítelem. Kouzelník však otravuje srdce Indiánů tvrzením že jeho syna zajali proto, že se boje zúčastnila Maya.
Když se v celém severním kraji objeví podivná nemoc, na kterou lidé přes všechnu snahu umírají, prohlásí kouzelník, že je to pomsta Velkého Ducha, za kterou je odpovědná Maya. Jeho neustálé očerňování dívky pramení z jeho plánu zbavit se jejího otce a stát se náčelníkem kmene. Maya se rozhodne odejít se Zpívajícím Lukem na sever k bílým mužům požádat o pomoc. Po čtrnáctidenním vyčerpávajícím pochodu dorazí do misie otce Marka, který pomocí rádia požádá o pomoc vzdálenou policejní stanici. Dostanou slib, že pomoc přiletí letadlem, a vydají se na zpáteční cestu. Na té Maya onemocní a Zpívající Luk ji zcela vyčerpaný donese do tábora Medvědů,
Do tábora Indiánů přiletí hydroplánem dánský doktor Olsen, který nemoc postupně porazí. I Maya se uzdraví, a protože kouzelník neustále proti ní spřádá své plány, rozhodne se Olsen vzít Mayu sebou do města bělochů. To těžce nese Zpívající Luk, protože je do dívky zamilován.V Olsenově domě ve městě Maya prožívá k bílému muži citové okouzlení. Pomalu však zjišťuje, že do tohoto světa nepatří. Když se doktor Olsen ožení, jeho manželka Mayu otevřeně nesnáší, což vede k citovému rozpadu manželství.
Nakonec se Maya rozhodne vrátit se domů. Protože starý kouzelník mezitím zemřel, nastal v táboře pokoj a klid. I nejvěrnější kouzelníkovi stoupenci se podřídili náčelníkovi. S lidmi od Černých skal byl uzavřen trvalý mír. Maya se opět se setká se Zpívajícím Lukem a se svým otcem.

## Přehled vydání
- Stříbro na hladině, Nakladatelské družstvo Máje, Praha 1948, frontispice Jaroslav Mařan.
- Stříbro na hladině, v edici Statečná srdce, Růže, České Budějovice 1970, ilustroval Karel Toman.